# Kaliwungu Lor
Kaliwungu Lor is een bestuurslaag in het regentschap Purworejo van de provincie Midden-Java, Indonesië. Kaliwungu Lor telt 644 inwoners (volkstelling 2010).